# Ruisseau de Longiligoutte
Der Ruisseau de Longiligoutte ist ein linker Zufluss der Mosel in der Region Grand Est in Frankreich.

## Geographie

### Verlauf
Der Ruisseau de Longiligoutte hat eine Länge von 1,1 km und mündet auf dem Gebiet von Fresse-sur-Moselle im Département Vosges.

### Wasserfall
Bekannt ist der neun Meter hohe Wasserfall des Longeligoutte.